# 江西丰矿集团
江西丰矿集团有限公司，原名丰城矿务局，是位于江西省丰城市赣江以北的大型国有煤炭生产企业。隶属于江西省煤炭集团公司，曾是上市企业安源煤业的子公司。曾经的丰城矿务局加挂江西省煤业集团有限责任公司丰城分公司牌子，并有两张工商执照，但管理层和管理部门为一套人马。有张塘铁路在沪昆铁路张家山站接入全国路网。
行政区划当中，名义上属于中华人民共和国江西省宜春市丰城市下辖的上塘镇，实际上曾直接属煤炭工业部和江西省煤炭工业厅管辖，为局级单位和处级单位（与宜春地区和丰城市平级）。2018年初，其下属类似村级单位全部撤销，辖区划入上塘镇和尚庄街道属地化管理。

## 行政区划
丰城矿务局曾经下辖以下地区：机关社区、建新矿社区、坪湖矿社区、尚庄矿区社区和上塘社区。
目前，机关社区、建新矿社区、上塘社区和坪湖矿社区改为机关社区居委会、建东社区居委会、建北社区居委会、坪湖村委会等居委会、村委会并划入上塘镇；尚庄矿区社区划入尚庄街道。

## 历史
- 1957年7月，设立江西省仙姑岭煤矿筹备处；1957年9月，改名为江西省丰城煤矿筹备处。隶属江西省重工业厅。
- 1958年10月，成立江西省丰城矿务局，隶属江西省煤炭工业管理局。[6]
- 1960年7月，更名为丰城矿务局，直属煤炭工业部，列为国家统配煤矿。
- 1965年1月，更名为华东煤炭工业公司丰城分公司，隶属华东煤炭工业公司（托拉斯）。
- 1967年1月，华东煤炭工业公司解散，复名丰城矿务局，改隶煤炭工业部。
- 1971年1月，设立丰城工业管理区，作为行政区划建制由燃料工业部经江西省煤炭工业厅领导。丰城矿务局并入丰城工业管理区。管理区还管辖九〇二地质队等单位。
- 1972年11月，撤销丰城工业管理区，恢复丰城矿务局。
- 1992年，经煤炭工业部和江西省委批准，丰城矿务局为地厅级企业。[6]
- 1994年4月，经煤炭工业部批准，丰城市赣江以南的洛市矿务局并入丰城矿务局。
- 1998年3月，国务院部委改组，撤销了煤炭工业部。同年8月，丰城矿务局划归江西省，成为省属厅级国有企业。
- 2000年初在原洛市矿务局基础成立新洛煤电有限责任公司。
- 2008年，上塘镇划归丰城市，上塘镇人口不再纳入矿务局统计范围。
- 2015年，丰矿亏损达5.9亿元，2016年预亏8-10亿元[7]。2016年，因“去产能”要求，除洛市、尚庄、曲江外所有矿均停产，人员进行分流，并举办专场招聘会[8]。
- 2018年，江西省煤业集团有限责任公司丰城分公司并入丰城矿务局，丰城矿务局更名江西丰矿集团有限公司，并进行重组。

## 生产情况
已探明煤炭地质储量5亿多吨，可采储量1.6亿吨，瓦斯储量70亿立方米。煤质为主焦煤。
现有6对生产矿井，年生产能力375万吨，焦化产能110万吨，日产混合煤气200万立方。采掘机械化率达70%以上。原煤百万吨工亡率稳定在0.3。在岗职工2.1万人，总资产60亿元。
- 现有矿井
  - 尚庄矿：1958年始建，1968年10月建成投产，设计能力为21万吨。现核定能力为45万吨，可采储量1300万吨。
  - 曲江矿：位于丰城市曲江镇。1997年建矿，2003年4月建成投产。可采储量6500万吨，生产能力90万吨。2006年10月1日，股份售予安源实业股份有限公司。现隶属于江西省煤业集团有限责任公司，丰矿集团管理。
- 新洛煤电有限责任公司（原洛市矿务局），有运煤铁路支线在丰城站接入沪昆铁路
  - 流舍矿：30万吨/年
  - 山西矿：30万吨/年
  - 选煤厂：90万吨/年
  - 矸石发电厂：1.2万KW。
- 在建矿井/丰城矿务局控股的江西丰龙矿业有限责任公司
  - 泉港矿：储量9500万吨，生产能力45万吨
  - 南神岭矿：储量1150万吨，生产能力90万吨
  - 秀市矿：储量6200万吨，生产能力90万吨
  - 抚州矿：100万吨
- 已关闭煤矿：
  - 八一矿
  - 上塘矿
  - 尚庄二矿
  - 龙溪矿
  - 坪湖矿：1958年建矿，1960年投产。生产能力60万吨。因设计寿命到期（60年），已经于2016年关停[9]。
  - 建新矿：1958年7月建矿，当时能力为30万吨。目前核定生产能力81万吨。因资源枯竭关停[9]。
  - 云庄矿：位于丰城市尚庄街云庄村。可采储量320万吨，生产能力为15万吨。2007年5月开工，2009年12月建成。根据去产能要求，目前已经关停[9]。
  - 丰龙公司：位于丰城市尚庄街道，可采储量4000万吨，设计年生产能力为90万吨，主井深975米[10]。根据去产能要求，目前已经关停[9]。